# Кім Мін Сок (політик)
Кім Мін Сок (кор.: хангиль: 한덕수, ханча: 金民錫, НЛ: Gim Minseok, МР: Kim Minsŏk; нар. 29 травня 1964) — корейський політик, прем'єр-міністр Республіки Корея з 3 липня 2025 року.

## Ранні роки
Кім Мін Сок народився в Сеулі в 1964 році, молодшим з трьох дітей у Кім Джу Вана і Кім Чун Ок . Його старший брат, Кім Мін Ун, є пастором церкви Гілботт у Рівередж Нью-Джерсі, США. Його другий старший брат, Кім Мін Хва, загинув у 1987 році внаслідок дорожньо-транспортної пригоди.
Навчався в середній школі Сунгсіль і вивчав соціологію в Сеульському національному університеті. Через три роки Кім Мін Сок став президентом студентської ради свого університету, але був засуджений до 5 років і 6 місяців ув'язнення у справі про окупацію Американського культурного центру. Він був звільнений 27 лютого 1988 року після помилування новообраним президентом Ро Де У. Після його затримання мати Кім Чун Ок заснувала «Раду з руху сімей за здійснення демократії». Кім відвідала свого старшого сина в 1999 році, до цього вона не могла приїхати, оскільки посольство Сполучених Штатів відхилило її заяву на візу через активістську кар'єру її молодшого сина — Кім Мін Сока.
У 1987 році Кім втратила свого другого сина — Кім Мін Хва. У морзі лікарні її навідав Кім Де Джун, який став президентом країни. Приблизно в той період сам Кім Мін Сок також наблизився до майбутнього президента.

## Політична кар'єра

### Рання політична кар'єра (1990–1992)
Кім розпочав свою політичну кар'єру в 1990 році, коли приєднався до Демократичної партії, відомої як «Маленькі демократи», яку очолював Лі Кі Тек. Таким чином, він не був членом однієї партії з Кім Де Чжуном, який на той час очолював Демократичну партію миру (PDP), доки PDP та «Маленькі демократи» не об'єдналися та не були перезасновані як Демократична партія в 1991 році.
Перед виборами 1992 року Кім був висунутий кандидатом від Демократичної партії у другому окрузі Йондинпхо співголовами Кім Де Чжуном та Лі Кі Теком. Він зіткнувся з колишнім віце-прем'єр-міністром та кандидатом від правлячої Демократичної ліберальної партії (ДЛП) Ра Вун Бе, але програв кандидату від ДЛП з перевагою в 260 голосів. Він вимагав перерахунку голосів, але перевагу було дещо збільшено до 25 голосів.
Після поразки Кім переїхав до Сполучених Штатів, щоб отримати ступінь магістра державного управління в Школі управління імені Джона Ф. Кеннеді Гарвардського університету. Він повернувся до Південної Кореї перед місцевими виборами 1995 року, де допоміг кандидату своєї партії на посаду мера Сеула Чо Суну. Він залучив голоси молоді, і Чо був обраний на цю посаду.

### Національні збори (1996–2002)
На виборах 1996 року Кім був висунутий кандидатом від Національного конгресу за нову політику (НКНП) на другий округ Йондинпхо та протистояв Чхве Йон Хану, актору, телеведучому та кандидату від правлячої партії Нової Кореї (НКП). Він змагався під гаслом «Кім до парламенту, Чхве на сцену» (김민석을 국회로, 최불암은 무대로) . Він успішно переміг відомого актора, маючи лише 32 роки. Він був наймолодшим депутатом, а також кандидатом від опозиції, який отримав найбільшу кількість голосів у Сеулі.
Він привернув увагу громадськості під час слухань у справі Hanbo Group у 1997 році, які відбулися через її генерального директора Чон Те Су, якого було замішано у різних справах про корупцію. Хоча він не зміг отримати жодних відповідей від генерального директора Чона, він довів, що свідчення Чона були широко сфальсифіковані. Через цю подію багато людей називали його «Зіркою, що чує» ( 청문회 스타 ).
Наприкінці 1999 року, коли НКНП збиралася переформатуватися як Демократична партія тисячоліття (МДП), він обіймав посаду речника Підготовчого комітету. Він також заснував власну організацію під назвою «Молодь Кореї» для розширення підтримки. 29 жовтня він був обраний одним із «20 азійських молодіжних лідерів тисячоліття» гонконгським англомовним новинним журналом «Asiaweek» разом із Чу Мі Е. У січні 2000 року Всесвітній економічний форум (ВЕФ) знову обрав його одним із «100 світових лідерів 2000 року».
Кіма було переобрано на виборах 2000 року, але його партія MDP та партнер по коаліції, Альянс ліберальних демократів (ALDE), не змогли отримати більшості. 17 травня 2000 року він та деякі інші депутати спровокували суперечку, коли вони пішли до караоке-бару під назвою Millennial NHK після церемонії пам'яті Повстання у Кванджу. Його також критикували наприкінці року, коли він засудив меншість партії та підтримав більшість за реформу партії.

### Вибори мера Сеула 2002 року
До президентських виборів 2002 року Кім був другим за популярністю кандидатом у MDP. В опитуванні Sisa Journal у листопаді 1999 року його було обрано найкращим майбутнім лідером ХХІ століття. Натомість він вирішив балотуватися на посаду мера Сеула, оскільки не мав права балотуватися на президентських виборах через вікові обмеження; маючи лише 38 років, будь-які кандидати в президенти повинні бути віком щонайменше 40 років.
На місцевих виборах 2002 року MDP планувала висунути тодішнього мера Го Гона своїм кандидатом, але він заявив, що не балотуватиметься на переобрання. Оскільки Го не балотувався, Кім став одним із «нових обличь» партії разом із Чу Мі Е. 25 лютого 2002 року він оголосив, що братиме участь у попередньому відборі MDP. 2 квітня він отримав 52,1% і переміг Лі Сан Су.
Він висував два гасла: «Новій ері потрібен новий лідер» та «Новий початок, а тепер якість життя». Він обіцяв екологічні маніфести, тобто впровадження автобусів на природному газі, суворіший контроль забруднення повітря тощо. Крім того, він планував, що його посада мера буде «передбачуваною».
Кім протистояв кандидату від ВНП Лі Мьон Баку, який згодом став президентом. Незважаючи на ранню перевагу, багато опитувань показували, що підтримка між двома кандидатами була пліч-о-пліч. Коли кампанія офіційно розпочалася, деякі прихильники хвилювалися, що Кім програє Лі через низьку явку. 13 червня, на тлі Чемпіонату світу з футболу 2002 року та корупційного скандалу синів президента, Кім отримав лише 43,02% і відстав від Лі (52,28%). Його округ, в якому він подав у відставку, щоб взяти участь у виборах мера, був захоплений кандидатом від ВНП Квон Йонг Се.
17 жовтня 2002 року Кім оголосив про свій вихід з MDP та участь у роботі Ради кандидата від партії «Єдність», члени якої відмовилися підтримувати кандидата від MDP Но Му Хьона та підтримали кандидата від партії «Національна єдність 21» Чон Мон Джуна. Його рішення було жорстко розкритиковане громадськістю, зокрема іншими депутатами від MDP, такими як Ім Чон Сок.  Через його дії йому дали прізвисько «перелітний птах» (철새), термін, що позначає політиків, які люблять змінювати свою думку або членство в партії заради власної вигоди. У пізнішому інтерв'ю він пошкодував про своє рішення.

### Занепад політичної кар'єри (2002–2020)
Відтоді його політична кар'єра пішла на спад, і він не зміг повернутися. На виборах 2004 року Кім балотувався від Йондинпо до парламенту, щоб повернутися як депутат, але на тлі імпічменту президента Но Му Хьона підтримка MDP різко впала. Кім також підтримав Го Джін Хва та Кім Мен Сепа. Всього через місяць його було заарештовано за звинуваченнями в корупції, пов'язаними з поведінкою під час місцевих виборів 2002 року. Його було засуджено до восьми місяців ув'язнення з відстрочкою виконання вироку на чотири роки. Через це його заявку на виборах 2008 року було відхилено Об'єднаною демократичною партією (UDP). Незважаючи на його обрання віце-президентом на виборах лідера партії 6 липня, його знову було заарештовано наприкінці року за звинуваченнями в корупції. У травні 2010 року він оскаржив попередні вибори Демократичної партії на посаду мера Пусана під час судового розгляду, але зазнав поразки від Кім Чон-гіла. Через три місяці його було оштрафовано на 6 мільйонів вон (близько 6000 доларів США) та заборонено брати участь у політиці протягом п'яти років.
У 2014 році Кім приєднався як консультант новоствореної Демократичної партії, відомої як Позапарламентські демократи, також відомі як Демократична партія (K). 30 січня 2016 року його було обрано співголовою партії разом з колишнім губернатором провінції Південна Чолла Пак Джун Йонгом. На виборах 2016 року він балотувався другим у своєму партійному списку, але не був обраний, оскільки партія не подолала 3% бар'єр. У вересні партія оголосила про своє злиття з Демократичною партією Кореї (ДПК).

### Повернення до Національних зборів (2020–2025)
16 січня 2020 року Кім оголосив про свою кандидатуру на посаду другого округу Йондинпо на виборах 2020 року. У своїй декларації він зазначив, що мав би почати знову зі свого рідного округу, хоча в нього все ще були можливості балотуватися в інших округах . Він взяв участь у передвиборчих виборах від ДПК та переміг чинного депутата Сін Кьон Міна. За іронією долі, Сін став першим чинним депутатом, який програв на передвиборчих виборах від ДПК.
Під час виборчої кампанії Кім балотувався під гаслом «Зробити Йондинпо таким самим, як Ільдинпо» (영등포를 일등포로 만들겠습니다); слово «ільдин» означає «перше місце» корейською мовою. Він пообіцяв відновити Дебанчхон, що було натхненно маніфестом Лі Мьон Бака (про відновлення Чхунґечхона), з яким він протистояв 18 років тому.
На екзит-полі 15 квітня Кім відстав від кандидата від партії «Єдине майбутнє» Пак Йон Чана (Кім: 46,9%, Пак: 48,3%). Тим не менш, офіційні результати показали, що Кім отримав 50,2% і переміг Пака з більшістю в 5,9%.
Кім стверджував, що антидискримінаційний закон із захистом ЛГБТ порушує свободу віросповідання та слова християнської громади. Він сказав: «Якщо гомосексуальність обирають усі люди, людство не може її підтримувати», і «Тому вона не може бути універсальною цінністю чи релятивістською сферою, яку можна відстоювати, навіть якщо позиція змінюється». Він також стверджував, що «Можуть бути випадки, коли люди стикаються з гомосексуальністю через екзистенційні проблеми, але, дивлячись на нещодавню реальність, очевидно, що є випадки, коли люди стикаються з нею або поширюють її через соціальну атмосферу». Він стверджував: «Принаймні, сексуальні спроби, що відкидаються цією атмосферою, слід запобігати, а релігійну свободу вказувати на такі речі та критикувати їх слід гарантувати».

### Прем’єрство (2025–)
Після обрання Лі Чже Мьона президентом Південної Кореї на президентських виборах 2025 року в Південній Кореї, Кіма було призначено прем'єр-міністром Південної Кореї. Його кандидатура очікувала схвалення Національними зборами Південної Кореї.  Його дводенні слухання щодо затвердження кандидатури в парламенті розпочалися 24 червня 2025 року. Другі та останні слухання щодо затвердження Кіма в Національних зборах відбулися 25 червня 2025 року. Національні збори схвалили кандидатуру Кіма 3 липня 2025 року після голосування 173 проти 3 та бойкоту опозиційною Партією народної сили.
7 липня 2025 року Кім Кім офіційно вступив на посаду прем'єр-міністра в урядовому комплексі в місті Седжон. У своїй промові на церемонії інавгурації він «стане головним помічником», який «відкриє нову еру для великої Республіки Корея, великого народу та великого президента, подолавши шрами повстання та другої кризи МВФ (Азійська фінансова криза 1997 року)».

## Особисте життя
Кім Мін Сок вперше був одружений з Кім Чжа Йон, ведучою новин, відомою на World Trend Music, з якою він познайомився в кав'ярні в новому крилі Korean Broadcasting System (KBS) у червні 1992 року. Пара одружилася 6 березня 1993 року і у них народилися син і дочка. У березні 2015 року повідомлялося, що вони вже розлучилися у грудні 2014 року.
24 листопада 2019 року Кім опублікував у своєму Facebook повідомлення про те, що він одружиться повторно 12 грудня. Він одружився з Лі Те-рін  у церкві Шингіл.